# Bianca Sánchez
Bianca Sánchez (Montevideo, Uruguay, 6 de abril de 1996) es una estudiante y modelo uruguaya.

## Vida
Hija de Sandra y Ronal Sánchez, montevideana, del barrio La Teja. Fue elegida Miss Uruguay 2015. Participó en Miss Universo  en la 64.ª edición de Miss Universo 2015 que se realizó el 20 de diciembre de 2015 en Las Vegas, Estados Unidos.

## Miss Uruguay 2015
El 26 de abril de 2015 Bianca fue coronada Miss Uruguay 2015 en el Hotel Sofitel Montevideo. Quince concursantes de todo Uruguay compitieron por la corona. Sánchez fue coronada por la Miss Uruguay 2014, Johana Riva, mientras que la primera finalista, o Miss Mundo Uruguay 2015, Sherika De Armas fue coronada por Romina Fernández, Primer Finalista del 2014. El concurso fue transmitido en vivo por VTV Uruguay.

## Miss Universo 2015
Como Miss Uruguay 2015, Bianca compitió en el Miss Universo 2015 concursó pero sin colocarse dentro del cuadro de semifinalistas, aunque Bianca Sánchez estuvo como favorita en las casas de apuestas asiáticas.